# Jaman Lal Sharma
Jaman Lal Sharma (ur. 6 lutego 1936 w Bannu, zm. 26 sierpnia 2007 w Lucknow) – indyjski hokeista na trawie. Srebrny medalista Letnich Igrzysk Olimpijskich w Rzymie.
Zawody w 1960 były jego jedynymi igrzyskami olimpijskimi. W turnieju wystąpił w sześciu spotkaniach. Zdobył srebrny medal na igrzyskach azjatyckich w 1962 w Dżakarcie.